# Притча про багача і Лазаря
При́тча про багача́ і Ла́заря — це притча про багача, який дбав лише за себе, а за бідних не хотів думати. Тому він потрапив у пекло, де шкодував про свою поведінку. Ця притча описується в Євангелії Лк. 16:19-31.

## Оригінальний текст
| Євангеліє               | Цитата |
| ----------------------- | --- |
| Від Луки (Лк. 16:19-31) | \| \| Один чоловік був багатий, і зодягався в порфіру й віссон, і щоденно розкішно бенкетував. Був і вбогий один, на ім'я йому Лазар, що лежав у воріт його, струпами вкритий, і бажав годуватися кришками, що зо столу багатого падали; пси ж приходили й рани лизали йому... Та ось сталось, що вбогий умер, і на Авраамове лоно віднесли його Анголи. Умер же й багатий, і його поховали. І, терплячи пекельні муки, звів він очі свої, та й побачив здаля Авраама та Лазаря на лоні його. І він закричав та сказав: Змилуйся, отче Аврааме, надо мною, і пошли мені Лазаря, нехай умочить у воду кінця свого пальця, і мого язика прохолодить, бо я мучуся в полум'ї цім!... Авраам же промовив: Сину, мій! Згадай що ти вже прийняв за життя свого добре своє, а Лазар тільки зле; тепер ж він тут тішиться, а ти мучишся. А крім того всього, поміж нами та вами велика безодня поставлена, так що ті, що хочуть, переходити не можуть ізвідси до вас, ані не переходять ізвідти до нас. А він відказав: Отож, отче Аврааме, благаю тебе, щоб його ти послав у дім батька мого, бо п'ятьох братів маю, хай він їм засвідчить, щоб і вони не прийшли на це місце страждання! Авраам же сказав: Вони мають Мойсея й Пророків, нехай слухають їх! А він відказав: Ні, отче, але коли прийде хто з мертвих до них, то покаються. Йому ж він відказав: Як Мойсея й Пророків не слухають, то коли хто й із мертвих воскресне, не повірять! \| · |
|                         | Один чоловік був багатий, і зодягався в порфіру й віссон, і щоденно розкішно бенкетував. Був і вбогий один, на ім'я йому Лазар, що лежав у воріт його, струпами вкритий, і бажав годуватися кришками, що зо столу багатого падали; пси ж приходили й рани лизали йому... Та ось сталось, що вбогий умер, і на Авраамове лоно віднесли його Анголи. Умер же й багатий, і його поховали. І, терплячи пекельні муки, звів він очі свої, та й побачив здаля Авраама та Лазаря на лоні його. І він закричав та сказав: Змилуйся, отче Аврааме, надо мною, і пошли мені Лазаря, нехай умочить у воду кінця свого пальця, і мого язика прохолодить, бо я мучуся в полум'ї цім!... Авраам же промовив: Сину, мій! Згадай що ти вже прийняв за життя свого добре своє, а Лазар тільки зле; тепер ж він тут тішиться, а ти мучишся. А крім того всього, поміж нами та вами велика безодня поставлена, так що ті, що хочуть, переходити не можуть ізвідси до вас, ані не переходять ізвідти до нас. А він відказав: Отож, отче Аврааме, благаю тебе, щоб його ти послав у дім батька мого, бо п'ятьох братів маю, хай він їм засвідчить, щоб і вони не прийшли на це місце страждання! Авраам же сказав: Вони мають Мойсея й Пророків, нехай слухають їх! А він відказав: Ні, отче, але коли прийде хто з мертвих до них, то покаються. Йому ж він відказав: Як Мойсея й Пророків не слухають, то коли хто й із мертвих воскресне, не повірять!            |

### Пояснення
Про тих людей, які люблять багатство, а бідним не допомагають, Ісус розповів таку історію. Був один багатій, він одягався у порфиру (верхній одяг з коштовної червоної тканини) і висон (тонкий білий одяг) і справляв бенкети кожного дня. Був також один убогий що звався Лазар (на івриті Елеаза́р, що означає «Бог допоміг»), який лежав біля брами багача, вкритий струпами. Він бажав насититися крихтами, що падали зі столу багача; пси приходили і лизали його рани.
Помер убогий, і був віднесений ангелами на лоно Авраамове (уточнення: за часів Старого Заповіту, лоно – “місце спокою для праведних”, знаходилося під землею. Але коли Христос спустився в пекло, лоно було перенесено на небо).
Помер багач, і поховали його. І попав у пекло і терпів там муки, він підняв очі свої і побачив здалеку Авраама і Лазаря з ним і став кричати: «Отче Аврааме, змилосердься над мною і пошли Лазаря, нехай умочить кінець пальця свого у воду та охолодить язик мій, бо я мучусь у полум'ї цьому».
Але Авраам сказав йому: «Сину, мій! Згадай, що ти одержав уже блага твої за життя твого, а Лазар — тільки зло, отже тепер він тут тішиться, а ти страждаєш. І, крім усього того, між нами і вами утверджена велика безодня, так що ті, які хочуть перейти звідси до вас, не зможуть, так само і звідти до нас не переходять».
Тоді колишній багач сказав Авраамові: «Так прошу тебе, отче, пошли його у дім батька мого. Бо маю я п'ятьох братів, нехай засвідчить їм, щоб і вони не прийшли в це місце му́ки». Авраам відповів йому: «У них є Мойсей і пророки (тобто Святе Писання); нехай слухають їх». Він же заперечив Авраамові: «Ні, отче Аврааме! Але коли хто з мертвих прийде до них, покаються». Тоді Авраам сказав йому: «Якщо Мойсея і пророків не слухають, то хоч би хто із мертвих воскрес, не повірять».
У цій притчі Господь ясно показав: якщо багач витрачає своє добро лише для власного задоволення, а убогим не допомагає, не думає про душу свою і її вічну долю, то буде засуджений і не здобуде щастя в майбутньому житті. Ті ж, хто терплять, лагідно, без ремствувань переносять страждання, матимуть блаженне життя у Царстві Небеснім.